# 168638 Waltersiegmund
168638 Waltersiegmund è un asteroide della fascia principale. Scoperto nel 2000, presenta un'orbita caratterizzata da un semiasse maggiore pari a 2,7852436 UA e da un'eccentricità di 0,0903093, inclinata di 2,40027° rispetto all'eclittica.